# Metaparia clytroides
Metaparia clytroides är en skalbaggsart som beskrevs av George Robert Crotch 1873. Metaparia clytroides ingår i släktet Metaparia och familjen bladbaggar. Inga underarter finns listade i Catalogue of Life.